# Набережно-Луговая улица
На́бережно-Луговая улица — продолжение Набережно-Крещатицкой, вела на оболонские луга (отсюда и название). 

От места пересечения Туровской с Набережно-Крещатицкой улицей до Межигорской улицы на северной границе Подольского района. Лежит вдоль Гавани Речного грузового порта. 
 Примыкают к Набережно-Луговой: улицы Почайнинская, Оболонская, Юрковская, Еленовская.
Известна с 1-й половины XIX века под таким же названием.

## Транспорт
- Ближайшая станция метро — «Тараса Шевченко»
- Автобус 53

## Телефонная нумерация
417-.., 425-..